# 高銀地產
高銀地產控股有限公司，簡稱高銀地產控股、高銀地產（英語：Goldin Properties Holdings Limited，港交所除牌前0283.HK），於香港註冊成立，主席潘蘇通，前稱「松日通訊控股有限公司」，於2008年11月6日改為現時名稱。
該公司業務是在中國內地經營商用和住用房地產項目，總部位於香港九龍灣啟祥道17號高銀金融國際中心25樓。
該公司於2015年3月31日止年度之股東應佔溢利有6億多港元。於2015年3月31日，該公司約64%股權由潘蘇通及其全資擁有的高銀金融地產控股有限公司直接或間接持有。
2017年3月，高銀地產大股東提出私有化要約，收購價為每股9港元，在2017年5月截止期限時獲得超過9成股份及超過9成「無利害關係」股份接受收購，私有化獲得通過。
2017年8月18日，該公司正式撤銷港交所上市。

## 外部連結
- goldinppt.com （页面存档备份，存于）